# Alfonso Samoggia
Alfonso Samoggia (Bologna, 9 settembre 1893 – Casotto, 6 giugno 1916) è stato un militare italiano, insignito della medaglia d'oro al valor militare alla memoria nel corso della prima guerra mondiale.

## Biografia
Nacque a Bologna il 9 settembre 1893, figlio di Luigi e Erminia Parisini, esercitò dapprima il mestiere di agricoltore e poi quello di orefice. All'entrata in guerra del Regno d'Italia, il 24 maggio 1915 fu arruolato nel Regio Esercito come soldato semplice e assegnato al I Battaglione, 2º Reggimento, della Brigata "Granatieri di Sardegna". Distintosi in azione gli fu assegnato l'incarico di porta-ordini della sua compagnia. Tra il maggio e il giugno 1916, l'esercito italiano fu impegnato sul fronte di Asiago, e nel corso della battaglia di Monte Cengio-Cesuna, mentre la sua Compagnia lottava nel corpo a corpo sotto il fuoco austriaco, si offrì volontario per raggiungere il comando, dove chiese, inutilmente, l'invio di rinforzi.

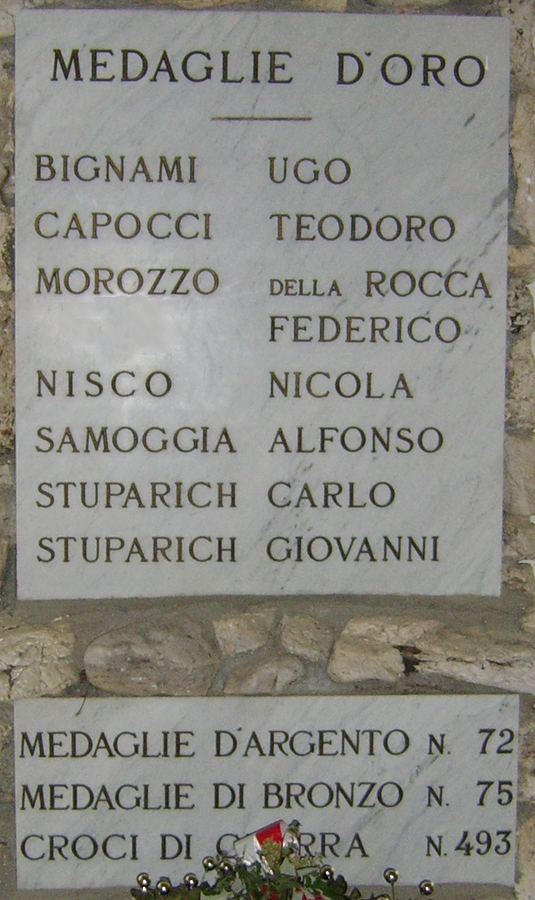
Lapide indicante le onorificenze concesse ai soldati che combatterono sul Monte Cengio

Ritornando tra i suoi fu gravemente ferito, e già agonizzante si rivolse al comandante, il sottotenente Giuseppe Verdecchia (secondo altre fonti il tenente Teodoro Capocci), dicendo: "Tenente, i rinforzi arriveranno! Resista fino alla morte". La frase fu definita come "la divina bugia", e l'episodio fu ricordato nelle cartoline illustrate da Vittorio Pisani e in una medaglia commemorativa.
Caduto, ormai morente, prigioniero si spense presso l'ospedale da campo austriaco di Casotto di Trento e le sue spoglie sono conservate presso il Sacrario militare di Asiago. Insignito di Medaglia d'oro al valor militare alla memoria, gli sono state dedicate vie a Bologna, Cogollo del Cengio e Vicenza, ed inoltre è ricordato nel Lapidario della Basilica di Santo Stefano di Bologna.

### Annotazioni
1. ↑  Per la difesa del Monte Cengio furono assegnate sette Medaglie d'oro al valor militare ad altrettanti uomini della Brigata  "Granatieri di Sardegna": Federico Morozzo della Rocca, Giani Stuparich, Carlo Stuparich, Nicola Nisco, Alfonso Samoggia, Teodoro Capocci, Ugo Bignami.
2. ↑  Sepolte inizialmente a Ponte Val di Tora.

### Fonti
1. 1 2 3 4 5 6  Combattenti Liberazione.
2. ↑  Carolei, Greganti, Modica 1968, p. 196.
3. 1 2  Ufficio storico del Corpo di Stato maggiore dell'Esercito italiano 1926, p. 78.
4. ↑  Cavaciocchi, Ungari 2014, p. 106.
5. ↑  I Granatieri di Sardegna nella Grande Guerra
6. ↑  Catalogo della Mostra documentaria dell'Università degli Studi Suor Orsola Benincasa del 13-28 ottobre 2016, pagina 150, vedibile in pdf dal sito www.forumscuolestorichenapoletane.it
7. ↑  Le Medaglie d'oro italiane della Grande Guerra, documento
8. ↑  La battaglia di Monte Cengio-Cesuna Archiviato il 14 agosto 2013 in Internet Archive.
9. ↑  La cartolina illustrata
10. ↑   Sacrario di Asiago, su vecio.it. URL consultato il 15 febbraio 2014 (archiviato dall'url originale il 1º marzo 2014).
11. ↑  Scheda nel sito ufficiale del Quirinale
12. ↑  Bollettino Ufficiale 1917, disp.56.